# Saison 2022-2023 du Real Madrid
Maillots
Dernière mise à jour : 07/06/2023.
Chronologie
Saison précédente Saison suivante
La saison 2022-2023 du Real Madrid est la 119e saison professionnelle du club et la 92e en première division espagnole. L'équipe madrilène participe également cette saison à la Coupe du Roi, à la Supercoupe d'Espagne et à la Ligue des champions de l'UEFA.
Champion d'Europe l'an dernier, il a disputé la Superecoupe de l'UEFA contre l'Eintracht Frankfurt, remportant le match 2-0 et un cinquième titre record dans l'histoire de la compétition.
De plus, le Real Madrid aurait dû se qualifier pour la Coupe du monde des clubs de la FIFA. Cependant, l'état du tournoi reste incertain, à la suite de la proposition de la FIFA de remanier le format.
Le club remporte son cinquième Mondial des clubs au Maroc face à Al-Hilal : victoire 5-3 après une demi-finale gagnée 4-1 contre Al-Ahly. Vinicius Jr termine meilleur joueur du tournoi, Valverde deuxième, Dani Ceballos meilleur passeur.
Le club remporte sa vingtième Coupe du Roi face à Osasuna.
Cette saison est la première depuis 2005-2006 sans Marcelo, qui a quitté le club en tant qu'agent libre cet été, la première depuis 2012-2013 sans Gareth Bale et Isco, et la première depuis 2014-2015 sans Casemiro.

## Transferts et prêts

### Mercato estival
Le 1er juin, juste après la fin de saison 2021-22, le club annonce le départ d'Isco et de Gareth Bale après l'expiration de leur contrat, les deux joueurs ont passé neuf saisons avec les Merengues,.
Le 2 juin, Madrid annonce l'arrivée d'Antonio Rüdiger d'un transfert gratuit de Chelsea FC, l'Allemand signe un contrat de quatre ans.
Le 8 juin, Luka Modrić renouvèle son contrat avec le Real Madrid jusqu'en 2023.
Le 11 juin, le club annonce la signature d'Aurélien Tchouaméni, en provenance de l'AS Monaco, signant un contrat jusqu’en 2028.
Le 12 juin, Madrid annonce le départ du capitaine de l'équipe, Marcelo, après quinze ans de service ; il a remporté vingt-cinq titres avec le Real Madrid, plus que tout autre joueur dans l'histoire du club.
Le 8 juillet, le club annonce avoir conclu un accord avec le ACF Fiorentina pour le transfert définitif de Luka Jović.
Le 19 juillet, le Real annonce le départ de Takefusa Kubo vers la Real Sociedad.
Le 1er août, Borja Mayoral quitte le club pour rejoindre le Getafe FC dans le cadre d'un transfert permanent.
Le 19 août, le Real Madrid annonce un accord avec Manchester United sur le transfert de Casemiro, qui a passé neuf ans au club et a remporté 18 trophées avec le Real Madrid. Un événement d'adieux a eu lieu le 22 août pour le rendre hommage à la Ciudad Real Madrid.
| Arrivées            |                |     |                   |                   |              |           |                   |
| Joueur              | Pays           | Âge | Poste             | Type de transfert | Durée        | Indemnité | Provenance        |
| Álvaro Odriozola    | Espagne        | 26  | Défenseur         | Retour de prêt    |              |           | ACF Fiorentina    |
| Antonio Rüdiger     | Allemagne      | 29  | Défenseur         | Transfert libre   | 4 ans (2026) | -         | Chelsea FC        |
| Víctor Chust        | Espagne        | 22  | Défenseur         | Retour de prêt    |              |           | Cadix CF          |
| Takefusa Kubo       | Japon          | 21  | Milieu de terrain | Retour de prêt    |              |           | RCD Majorque      |
| Reinier             | Brésil         | 20  | Milieu de terrain | Retour de prêt    |              |           | Borussia Dortmund |
| Aurélien Tchouaméni | France         | 22  | Milieu de terrain | Transfert         | 6 ans (2028) | 80M €     | AS Monaco         |
| Borja Mayoral       | Espagne        | 25  | Attaquant         | Retour de prêt    |              |           | Getafe CF         |
| Départs             |                |     |                   |                   |              |           |                   |
| Joueur              | Pays           | Âge | Poste             | Type de transfert | Durée        | Indemnité | Destination       |
| Isco                | Espagne        | 30  | Milieu de terrain | Fin de contrat    |              |           | Seville FC        |
| Gareth Bale         | Pays de Galles | 33  | Attaquant         | Fin de contrat    |              |           | Los Angeles FC    |
| Marcelo             | Brésil         | 34  | Défenseur         | Fin de contrat    |              |           |                   |
| Víctor Chust        | Espagne        | 22  | Défenseur         | Transfert         |              | 1M €      | Cadix CF          |
| Luka Jović          | Serbie         | 24  | Attaquant         | Transfert         |              |           | ACF Fiorentina    |
| Mario Gila          | Espagne        | 21  | Défenseur         | Transfert         |              |           | Lazio Calcio      |
| Takefusa Kubo       | Japon          | 21  | Milieu de terrain | Transfert         |              | 6,5M €    | RCD Majorque      |
| Borja Mayoral       | Espagne        | 25  | Attaquant         | Transfert         |              | 10M €     | Getafe CF         |
| Miguel Gutiérrez    | Espagne        | 21  | Défenseur         | Transfert         |              | 4M €      | Girona FC         |
| Marvin Park         | Espagne        | 22  | Milieu de terrain | Prêt              |              |           | UD Las Palmas     |
| Reinier             | Brésil         | 20  | Milieu de terrain | Prêt              |              |           | Girona FC         |
| Casemiro            | Brésil         | 30  | Milieu de terrain | Transfert         |              | 70,65M €  | Manchester United |
| Juanmi Latasa       | Espagne        | 21  | Attaquant         | Prêt              |              |           | Getafe FC         |
| Toni Fuidias        | Espagne        | 21  | Gardien de but    | Transfert         |              |           | Girona FC         |

## Effectif professionnel
Le tableau suivant recense les joueurs en prêts pour la saison 2022-2023.
| Joueurs prêtés |    |                      |               |                     |                  |              |  |
| \| N° \| P. \| Nat. \| Nom \| Date de naissance \| Sélection \| Club en prêt \| \| \| - \| M \| \| Brahim Díaz \| 03/08/1999 (25 ans) \| Espagne \| AC Milan \| \| \| - \| M \| \| Marvin Park \| 03/08/2000 (24 ans) \| Espagne U19 \| Girona FC \| \| \| - \| M \| \| Reinier \| 19/01/2002 (23 ans) \| Brésil olympique \| Girona FC \| \| \| - \| A \| \| Juanmi Latasa \| 23/03/2001 (23 ans) \| Espagne U20 \| Getafe FC \| \| |    |                      |               |                     |                  |              |  |
| N° | P. | Nat.                 | Nom           | Date de naissance   | Sélection        | Club en prêt |  |
| - | M  | Drapeau de l'Espagne | Brahim Díaz   | 03/08/1999 (25 ans) | Espagne          | AC Milan     |  |
| - | M  | Drapeau de l'Espagne | Marvin Park   | 03/08/2000 (24 ans) | Espagne U19      | Girona FC    |  |
| - | M  | Drapeau du Brésil    | Reinier       | 19/01/2002 (23 ans) | Brésil olympique | Girona FC    |  |
| - | A  | Drapeau de l'Espagne | Juanmi Latasa | 23/03/2001 (23 ans) | Espagne U20      | Getafe FC    |  |

| N° | P. | Nat.                 | Nom           | Date de naissance   | Sélection        | Club en prêt |  |
| -  | M  | Drapeau de l'Espagne | Brahim Díaz   | 03/08/1999 (25 ans) | Espagne          | AC Milan     |  |
| -  | M  | Drapeau de l'Espagne | Marvin Park   | 03/08/2000 (24 ans) | Espagne U19      | Girona FC    |  |
| -  | M  | Drapeau du Brésil    | Reinier       | 19/01/2002 (23 ans) | Brésil olympique | Girona FC    |  |
| -  | A  | Drapeau de l'Espagne | Juanmi Latasa | 23/03/2001 (23 ans) | Espagne U20      | Getafe FC    |  |

## Les rencontres de la saison

### Calendrier
Le tableau suivant récapitule le calendrier prévisionnel du Real Madrid pour la saison 2022-2023.

### Soccer Champions Tour
Le 19 juillet, l'équipe première et son staff technique se sont rendus à Los Angeles pour participer au Soccer Champions Tour. C'est la vingt et unième fois que le club se rend aux États-Unis.
| 24 juillet 2022 | Real Madrid | 0 – 1 | FC Barcelone |                                                                            |                                                                            |
|                 |             |       | 27e Raphinha | Allegiant Stadium, Las Vegas Spectateurs : 61 299 Arbitrage : Mark Allatin | Allegiant Stadium, Las Vegas Spectateurs : 61 299 Arbitrage : Mark Allatin |
|                 | Rapport     |       |              | Allegiant Stadium, Las Vegas Spectateurs : 61 299 Arbitrage : Mark Allatin | Allegiant Stadium, Las Vegas Spectateurs : 61 299 Arbitrage : Mark Allatin |

| 27 juillet 2022 | Real Madrid                     | 2 – 2 | Club América                        |                                                                              |                                                                              |
|                 | Benzema 22e · Hazard 55e (pen.) |       | 5e Martín · 60e (pen.) Fidalgo (en) | Oracle Park, San Francisco Spectateurs : 40 630 Arbitrage : Joseph Dickerson | Oracle Park, San Francisco Spectateurs : 40 630 Arbitrage : Joseph Dickerson |
|                 | Rapport                         |       |                                     | Oracle Park, San Francisco Spectateurs : 40 630 Arbitrage : Joseph Dickerson | Oracle Park, San Francisco Spectateurs : 40 630 Arbitrage : Joseph Dickerson |

| 31 juillet 2022 | Real Madrid                      | 2 – 0 | Juventus |                                                                                 |                                                                                 |
|                 | Benzema 19e (pen.) · Asensio 69e |       |          | Rose Bowl Stadium, Los Angeles Spectateurs : 93 702 Arbitrage : Michael Radchuk | Rose Bowl Stadium, Los Angeles Spectateurs : 93 702 Arbitrage : Michael Radchuk |
|                 | Rapport                          |       |          | Rose Bowl Stadium, Los Angeles Spectateurs : 93 702 Arbitrage : Michael Radchuk | Rose Bowl Stadium, Los Angeles Spectateurs : 93 702 Arbitrage : Michael Radchuk |

### Supercoupe d'Europe
Le 10 août, le Real Madrid Champion de la Super Coupe de l'UEFA pour la cinquième fois de son histoire après avoir battu l'Eintracht Francfort deux à zéro.
| 10 août 2022 | Real Madrid                                     | 2 - 0   | Eintracht Francfort |                                                                                      |                                                                                      |
| 22h00 EEST   | ( Casemiro) Alaba 37e · ( Vinícius) Benzema 65e | (1 - 0) |                     | Stade olympique d'Helsinki, Helsinki Spectateurs : 31 042 Arbitrage : Michael Oliver | Stade olympique d'Helsinki, Helsinki Spectateurs : 31 042 Arbitrage : Michael Oliver |
| 22h00 EEST   | Rapport                                         |         |                     | Stade olympique d'Helsinki, Helsinki Spectateurs : 31 042 Arbitrage : Michael Oliver | Stade olympique d'Helsinki, Helsinki Spectateurs : 31 042 Arbitrage : Michael Oliver |

Le 10 août 2022 le Real Madrid remporte la Supercoupe de l'UEFA face à l'Eintracht Francfort.
| Supercoupe de l'UEFA Vainqueur 2022 |
| ----------------------------------- |
| Real Madrid 5e Titre                |

### Championnat
| 1re journée             | UD Almería             | 1 − 2   | Real Madrid                        | | |
| 14 août 2022 22h00 CEST | ( Eguaras) Ramazani 6e | (1 − 0) | 61e Vázquez (Benzema ) · 75e Alaba | Power Horse Stadium, Almería Spectateurs : 14 386 Diffuseur : BeIN Sports 1 Arbitrage : Juan Martínez Munuera | Power Horse Stadium, Almería Spectateurs : 14 386 Diffuseur : BeIN Sports 1 Arbitrage : Juan Martínez Munuera |
| 14 août 2022 22h00 CEST | Rapport                |         |                                    | Power Horse Stadium, Almería Spectateurs : 14 386 Diffuseur : BeIN Sports 1 Arbitrage : Juan Martínez Munuera | Power Horse Stadium, Almería Spectateurs : 14 386 Diffuseur : BeIN Sports 1 Arbitrage : Juan Martínez Munuera |

| 2e journée              | Celta de Vigo    | 1 − 4   | Real Madrid                                                                                  |                                                                                                   |                                                                                                   |
| 20 août 2022 22h00 CEST | Aspas 23e (pen.) | (1 − 2) | 14e (pen.) Benzema · 41e Modrić (Alaba ) · 56e Vinícius (Modrić ) · 66e Valverde (Vinícius ) | Stade Balaídos, Vigo Spectateurs : 15 681 Diffuseur : BeIN Sports 1 Arbitrage : Jesús Gil Manzano | Stade Balaídos, Vigo Spectateurs : 15 681 Diffuseur : BeIN Sports 1 Arbitrage : Jesús Gil Manzano |
| 20 août 2022 22h00 CEST | Rapport          |         |                                                                                              | Stade Balaídos, Vigo Spectateurs : 15 681 Diffuseur : BeIN Sports 1 Arbitrage : Jesús Gil Manzano | Stade Balaídos, Vigo Spectateurs : 15 681 Diffuseur : BeIN Sports 1 Arbitrage : Jesús Gil Manzano |

| 3e journée              | RCD Espanyol | 1 − 3   | Real Madrid                                                          | | |
| 28 août 2022 22h00 CEST | Joselu 43e   | (1 − 1) | 12e Vinícius (Tchouaméni ) · 88e Benzema (Rodrygo ) · 90+10e Benzema | RCDE Stadium, Cornellà de Llobregat Spectateurs : 25 778 Diffuseur : BeIN Sports 1 Arbitrage : Mario Melero López | RCDE Stadium, Cornellà de Llobregat Spectateurs : 25 778 Diffuseur : BeIN Sports 1 Arbitrage : Mario Melero López |
| 28 août 2022 22h00 CEST | Rapport      |         |                                                                      | RCDE Stadium, Cornellà de Llobregat Spectateurs : 25 778 Diffuseur : BeIN Sports 1 Arbitrage : Mario Melero López | RCDE Stadium, Cornellà de Llobregat Spectateurs : 25 778 Diffuseur : BeIN Sports 1 Arbitrage : Mario Melero López |

| 4e journée                  | Real Madrid                                    | 2 − 1   | Real Betis  | | |
| 3 septembre 2022 16h15 CEST | (Alaba ) Vinícius 9e · (Valverde ) Rodrygo 65e | (1 − 1) | 17e Canales | Stade Santiago-Bernabéu, Madrid Spectateurs : 58 579 Diffuseur : BeIN Sports 2 Arbitrage : José María Sánchez Martínez | Stade Santiago-Bernabéu, Madrid Spectateurs : 58 579 Diffuseur : BeIN Sports 2 Arbitrage : José María Sánchez Martínez |
| 3 septembre 2022 16h15 CEST | Rapport                                        |         |             | Stade Santiago-Bernabéu, Madrid Spectateurs : 58 579 Diffuseur : BeIN Sports 2 Arbitrage : José María Sánchez Martínez | Stade Santiago-Bernabéu, Madrid Spectateurs : 58 579 Diffuseur : BeIN Sports 2 Arbitrage : José María Sánchez Martínez |

| 5e journée                   | Real Madrid                                                                                             | 4 − 1   | RCD Majorque              | | |
| 11 septembre 2022 14h00 CEST | (Ceballos ) Valverde 45+3e · (Rodrygo ) Vinícius 72e · (Carvajal ) Rodrygo 89e · (Kroos ) Rüdiger 90+3e | (1 − 1) | 35e Muriqi (Lee Kang-in ) | Stade Santiago-Bernabéu, Madrid Spectateurs : 54 816 Diffuseur : BeIN Sports 1 Arbitrage : Jorge Figueroa Vázquez | Stade Santiago-Bernabéu, Madrid Spectateurs : 54 816 Diffuseur : BeIN Sports 1 Arbitrage : Jorge Figueroa Vázquez |
| 11 septembre 2022 14h00 CEST | Rapport                                                                                                 |         |                           | Stade Santiago-Bernabéu, Madrid Spectateurs : 54 816 Diffuseur : BeIN Sports 1 Arbitrage : Jorge Figueroa Vázquez | Stade Santiago-Bernabéu, Madrid Spectateurs : 54 816 Diffuseur : BeIN Sports 1 Arbitrage : Jorge Figueroa Vázquez |

| 6e journée                   | Atlético de Madrid | 1 − 2   | Real Madrid                              | | |
| 18 septembre 2022 21h00 CEST | Hermoso 83e        | (0 − 2) | 18e Rodrygo (Tchouaméni ) · 36e Valverde | Cívitas Metropolitano, Madrid Spectateurs : 66 881 Diffuseur : BeIN Sports 1 Arbitrage : José Luis Munuera Montero | Cívitas Metropolitano, Madrid Spectateurs : 66 881 Diffuseur : BeIN Sports 1 Arbitrage : José Luis Munuera Montero |
| 18 septembre 2022 21h00 CEST | Rapport            |         |                                          | Cívitas Metropolitano, Madrid Spectateurs : 66 881 Diffuseur : BeIN Sports 1 Arbitrage : José Luis Munuera Montero | Cívitas Metropolitano, Madrid Spectateurs : 66 881 Diffuseur : BeIN Sports 1 Arbitrage : José Luis Munuera Montero |

| 7e journée                | Real Madrid           | 1 − 1   | CA Osasuna            | | |
| 2 octobre 2022 21h00 CEST | (Alaba ) Vinícius 42e | (1 − 0) | 50e Kike (U. García ) | Stade Santiago-Bernabéu, Madrid Spectateurs : 55 410 Diffuseur : BeIN Sports 1 Arbitrage : Guillermo Cuadra Fernández | Stade Santiago-Bernabéu, Madrid Spectateurs : 55 410 Diffuseur : BeIN Sports 1 Arbitrage : Guillermo Cuadra Fernández |
| 2 octobre 2022 21h00 CEST | Rapport               |         |                       | Stade Santiago-Bernabéu, Madrid Spectateurs : 55 410 Diffuseur : BeIN Sports 1 Arbitrage : Guillermo Cuadra Fernández | Stade Santiago-Bernabéu, Madrid Spectateurs : 55 410 Diffuseur : BeIN Sports 1 Arbitrage : Guillermo Cuadra Fernández |

| 8e journée                | Getafe CF | 0 − 1   | Real Madrid                | | |
| 8 octobre 2022 21h00 CEST |           | (0 − 1) | 42e Éder Militão (Modric ) | Coliseum Alfonso Pérez, Getafe Spectateurs : 14 502 Diffuseur : BeIN Sports 1 Arbitrage : Antonio Miguel Mateu Lahoz | Coliseum Alfonso Pérez, Getafe Spectateurs : 14 502 Diffuseur : BeIN Sports 1 Arbitrage : Antonio Miguel Mateu Lahoz |
| 8 octobre 2022 21h00 CEST | Rapport   |         |                            | Coliseum Alfonso Pérez, Getafe Spectateurs : 14 502 Diffuseur : BeIN Sports 1 Arbitrage : Antonio Miguel Mateu Lahoz | Coliseum Alfonso Pérez, Getafe Spectateurs : 14 502 Diffuseur : BeIN Sports 1 Arbitrage : Antonio Miguel Mateu Lahoz |

| 9e journée                 | Real Madrid                                                | 3 − 1   | FC Barcelone                 | | |
| 16 octobre 2022 16h15 CEST | Benzema 12e · (Mendy ) Valverde 35e · Rodrygo 90+1e (pen.) | (2 − 0) | 83e F. Torres (Lewandowski ) | Stade Santiago-Bernabéu, Madrid Spectateurs : 62 876 Diffuseur : BeIN Sports 1 Arbitrage : José María Sánchez Martínez | Stade Santiago-Bernabéu, Madrid Spectateurs : 62 876 Diffuseur : BeIN Sports 1 Arbitrage : José María Sánchez Martínez |
| 16 octobre 2022 16h15 CEST | Rapport                                                    |         |                              | Stade Santiago-Bernabéu, Madrid Spectateurs : 62 876 Diffuseur : BeIN Sports 1 Arbitrage : José María Sánchez Martínez | Stade Santiago-Bernabéu, Madrid Spectateurs : 62 876 Diffuseur : BeIN Sports 1 Arbitrage : José María Sánchez Martínez |

| 10e journée                | Elche CF | 0 − 3   | Real Madrid                                                    |                                                                                        |                                                                                        |
| 19 octobre 2022 21h00 CEST |          | (0 − 1) | 11e Valverde · 75e Benzema (Rodrygo ) · 89e Asensio (Rodrygo ) | Estadio Martínez Valero, Elche Diffuseur : BeIN Sports 1 Arbitrage : Jesús Gil Manzano | Estadio Martínez Valero, Elche Diffuseur : BeIN Sports 1 Arbitrage : Jesús Gil Manzano |
| 19 octobre 2022 21h00 CEST | Rapport  |         |                                                                | Estadio Martínez Valero, Elche Diffuseur : BeIN Sports 1 Arbitrage : Jesús Gil Manzano | Estadio Martínez Valero, Elche Diffuseur : BeIN Sports 1 Arbitrage : Jesús Gil Manzano |

| 11e journée                | Real Madrid                                                                  | 3 − 1   | Séville FC            | | |
| 22 octobre 2022 16h15 CEST | (Vinícius ) Modric 5e · (Vinícius ) L. Vázquez 79e · (Asensio ) Valverde 81e | (1 − 0) | 55e Lamela (Montiel ) | Stade Santiago-Bernabéu, Madrid Spectateurs : 59 625 Diffuseur : BeIN Sports 1 Arbitrage : Alejandro José Hernández Hernández | Stade Santiago-Bernabéu, Madrid Spectateurs : 59 625 Diffuseur : BeIN Sports 1 Arbitrage : Alejandro José Hernández Hernández |
| 22 octobre 2022 16h15 CEST | Rapport                                                                      |         |                       | Stade Santiago-Bernabéu, Madrid Spectateurs : 59 625 Diffuseur : BeIN Sports 1 Arbitrage : Alejandro José Hernández Hernández | Stade Santiago-Bernabéu, Madrid Spectateurs : 59 625 Diffuseur : BeIN Sports 1 Arbitrage : Alejandro José Hernández Hernández |

| 12e journée                | Real Madrid              | 1 − 1   | Girona FC         | | |
| 30 octobre 2022 16h15 CEST | (Valverde ) Vinícius 70e | (0 − 0) | 80e (pen.) Stuani | Stade Santiago-Bernabéu, Madrid Spectateurs : 58 367 Diffuseur : BeIN Sports 1 Arbitrage : Mario Melero López | Stade Santiago-Bernabéu, Madrid Spectateurs : 58 367 Diffuseur : BeIN Sports 1 Arbitrage : Mario Melero López |
| 30 octobre 2022 16h15 CEST | Rapport                  |         |                   | Stade Santiago-Bernabéu, Madrid Spectateurs : 58 367 Diffuseur : BeIN Sports 1 Arbitrage : Mario Melero López | Stade Santiago-Bernabéu, Madrid Spectateurs : 58 367 Diffuseur : BeIN Sports 1 Arbitrage : Mario Melero López |

| 13e journée                | Rayo Vallecano                                                               | 3 − 2   | Real Madrid                                     | | |
| 7 novembre 2022 21h00 CEST | (F. García ) Santi Comesaña 5e · (Palazón ) Á. García 44e · Trejo 67e (pen.) | (2 − 2) | 37e (pen.) Modric · 41e Éder Militão (Asensio ) | Estadio de Vallecas, Madrid Spectateurs : 14 216 Diffuseur : BeIN Sports 1 Arbitrage : Juan Martínez Munuera | Estadio de Vallecas, Madrid Spectateurs : 14 216 Diffuseur : BeIN Sports 1 Arbitrage : Juan Martínez Munuera |
| 7 novembre 2022 21h00 CEST | Rapport                                                                      |         |                                                 | Estadio de Vallecas, Madrid Spectateurs : 14 216 Diffuseur : BeIN Sports 1 Arbitrage : Juan Martínez Munuera | Estadio de Vallecas, Madrid Spectateurs : 14 216 Diffuseur : BeIN Sports 1 Arbitrage : Juan Martínez Munuera |

| 14e journée                 | Real Madrid                      | 2 − 1   | Cádiz CF     | | |
| 10 novembre 2022 21h30 CEST | (Kroos ) Militão 40e · Kroos 70e | (1 − 0) | 81e L. Pérez | Stade Santiago-Bernabéu, Madrid Spectateurs : 53 190 Diffuseur : BeIN Sports 1 Arbitrage : César Soto Grado | Stade Santiago-Bernabéu, Madrid Spectateurs : 53 190 Diffuseur : BeIN Sports 1 Arbitrage : César Soto Grado |
| 10 novembre 2022 21h30 CEST | Rapport                          |         |              | Stade Santiago-Bernabéu, Madrid Spectateurs : 53 190 Diffuseur : BeIN Sports 1 Arbitrage : César Soto Grado | Stade Santiago-Bernabéu, Madrid Spectateurs : 53 190 Diffuseur : BeIN Sports 1 Arbitrage : César Soto Grado |

| 15e journée                 | Real Valladolid | 0 − 2   | Real Madrid                                   | | |
| 30 décembre 2022 21h30 CEST |                 | (0 − 0) | 83e (pen.) Benzema · 89e Benzema (Camavinga ) | Stade José-Zorrilla, Valladolid Spectateurs : 25 950 Diffuseur : BeIN Sports 1 Arbitrage : José Luis Munuera Montero | Stade José-Zorrilla, Valladolid Spectateurs : 25 950 Diffuseur : BeIN Sports 1 Arbitrage : José Luis Munuera Montero |
| 30 décembre 2022 21h30 CEST | Rapport         |         |                                               | Stade José-Zorrilla, Valladolid Spectateurs : 25 950 Diffuseur : BeIN Sports 1 Arbitrage : José Luis Munuera Montero | Stade José-Zorrilla, Valladolid Spectateurs : 25 950 Diffuseur : BeIN Sports 1 Arbitrage : José Luis Munuera Montero |

| 16e journée               | Villarreal CF                                   | 2 − 1   | Real Madrid        | | |
| 7 janvier 2023 16h15 CEST | (G. Moreno ) Y. Pino 47e · G. Moreno 63e (pen.) | (0 − 0) | 60e (pen.) Benzema | Estadio de la Cerámica, Vila-real Spectateurs : 21 088 Diffuseur : BeIN Sports 1 Arbitrage : César Soto Grado | Estadio de la Cerámica, Vila-real Spectateurs : 21 088 Diffuseur : BeIN Sports 1 Arbitrage : César Soto Grado |
| 7 janvier 2023 16h15 CEST | Rapport                                         |         |                    | Estadio de la Cerámica, Vila-real Spectateurs : 21 088 Diffuseur : BeIN Sports 1 Arbitrage : César Soto Grado | Estadio de la Cerámica, Vila-real Spectateurs : 21 088 Diffuseur : BeIN Sports 1 Arbitrage : César Soto Grado |

| 17e journée               | Real Madrid                                      | 2 − 0   | Valence CF | | |
| 2 février 2023 21h00 CEST | (Benzema ) Asensio 52e · (Benzema ) Vinícius 54e | (0 − 0) |            | Stade Santiago-Bernabéu, Madrid Spectateurs : 52 166 Diffuseur : BeIN Sports 1 Arbitrage : Javier Alberola Rojas | Stade Santiago-Bernabéu, Madrid Spectateurs : 52 166 Diffuseur : BeIN Sports 1 Arbitrage : Javier Alberola Rojas |
| 2 février 2023 21h00 CEST | Rapport                                          |         |            | Stade Santiago-Bernabéu, Madrid Spectateurs : 52 166 Diffuseur : BeIN Sports 1 Arbitrage : Javier Alberola Rojas | Stade Santiago-Bernabéu, Madrid Spectateurs : 52 166 Diffuseur : BeIN Sports 1 Arbitrage : Javier Alberola Rojas |

| 18e journée                | Athletic Bilbao | 0 − 2   | Real Madrid                                   | | |
| 22 janvier 2023 21h00 CEST |                 | (0 − 1) | 24e Benzema (Asensio ) · 90e Kroos (Rodrygo ) | Estadio San Mamés, Bilbao Spectateurs : 49 402 Diffuseur : BeIN Sports 1 Arbitrage : José María Sánchez Martínez | Estadio San Mamés, Bilbao Spectateurs : 49 402 Diffuseur : BeIN Sports 1 Arbitrage : José María Sánchez Martínez |
| 22 janvier 2023 21h00 CEST | Rapport         |         |                                               | Estadio San Mamés, Bilbao Spectateurs : 49 402 Diffuseur : BeIN Sports 1 Arbitrage : José María Sánchez Martínez | Estadio San Mamés, Bilbao Spectateurs : 49 402 Diffuseur : BeIN Sports 1 Arbitrage : José María Sánchez Martínez |

| 19e journée                | Real Madrid | 0 − 0   | Real Sociedad | | |
| 29 janvier 2023 21h00 CEST |             | (0 − 0) |               | Stade Santiago-Bernabéu, Madrid Spectateurs : 58 123 Diffuseur : BeIN Sports 1 Arbitrage : Mario Melero López | Stade Santiago-Bernabéu, Madrid Spectateurs : 58 123 Diffuseur : BeIN Sports 1 Arbitrage : Mario Melero López |
| 29 janvier 2023 21h00 CEST | Rapport     |         |               | Stade Santiago-Bernabéu, Madrid Spectateurs : 58 123 Diffuseur : BeIN Sports 1 Arbitrage : Mario Melero López | Stade Santiago-Bernabéu, Madrid Spectateurs : 58 123 Diffuseur : BeIN Sports 1 Arbitrage : Mario Melero López |

| 20e journée               | RCD Mallorca    | 1 − 0   | Real Madrid | | |
| 5 février 2023 14h00 CEST | Nacho 13e (csc) | (1 − 0) |             | Stade de Son Moix, Palma Spectateurs : 18 139 Diffuseur : BeIN Sports 1 Arbitrage : Alejandro José Hernández Hernández | Stade de Son Moix, Palma Spectateurs : 18 139 Diffuseur : BeIN Sports 1 Arbitrage : Alejandro José Hernández Hernández |
| 5 février 2023 14h00 CEST | Rapport         |         |             | Stade de Son Moix, Palma Spectateurs : 18 139 Diffuseur : BeIN Sports 1 Arbitrage : Alejandro José Hernández Hernández | Stade de Son Moix, Palma Spectateurs : 18 139 Diffuseur : BeIN Sports 1 Arbitrage : Alejandro José Hernández Hernández |

| 21e journée                | Real Madrid                                                                   | 4 − 0   | Elche CF | | |
| 15 février 2023 21h00 CEST | (Carvajal ) Asensio 8e · Benzema 31e (pen.) · Benzema 46e (pen.) · Modric 80e | (2 − 0) |          | Stade Santiago-Bernabéu, Madrid Spectateurs : 44 319 Diffuseur : BeIN Sports 1 Arbitrage : Ricardo De Burgos Bengoetxea | Stade Santiago-Bernabéu, Madrid Spectateurs : 44 319 Diffuseur : BeIN Sports 1 Arbitrage : Ricardo De Burgos Bengoetxea |
| 15 février 2023 21h00 CEST | Rapport                                                                       |         |          | Stade Santiago-Bernabéu, Madrid Spectateurs : 44 319 Diffuseur : BeIN Sports 1 Arbitrage : Ricardo De Burgos Bengoetxea | Stade Santiago-Bernabéu, Madrid Spectateurs : 44 319 Diffuseur : BeIN Sports 1 Arbitrage : Ricardo De Burgos Bengoetxea |

| 22e journée                | CA Osasuna | 0 − 2   | Real Madrid                                              | | |
| 18 février 2023 21h00 CEST |            | (0 − 0) | 78e Valverde (Vinícius ) · 90+2e Asensio (Á. Rodríguez ) | Stade El Sadar, Pampelune Spectateurs : 21 668 Diffuseur : BeIN Sports 1 Arbitrage : Alejandro José Hernández Hernández | Stade El Sadar, Pampelune Spectateurs : 21 668 Diffuseur : BeIN Sports 1 Arbitrage : Alejandro José Hernández Hernández |
| 18 février 2023 21h00 CEST | Rapport    |         |                                                          | Stade El Sadar, Pampelune Spectateurs : 21 668 Diffuseur : BeIN Sports 1 Arbitrage : Alejandro José Hernández Hernández | Stade El Sadar, Pampelune Spectateurs : 21 668 Diffuseur : BeIN Sports 1 Arbitrage : Alejandro José Hernández Hernández |

| 23e journée                | Real Madrid                | 1 − 1   | Atlético de Madrid       | | |
| 25 février 2023 18h30 CEST | (Modric ) Á. Rodríguez 85e | (0 − 0) | 78e Giménez (Griezmann ) | Stade Santiago-Bernabéu, Madrid Spectateurs : 64 721 Diffuseur : BeIN Sports 1 Arbitrage : Jesús Gil Manzano | Stade Santiago-Bernabéu, Madrid Spectateurs : 64 721 Diffuseur : BeIN Sports 1 Arbitrage : Jesús Gil Manzano |
| 25 février 2023 18h30 CEST | Rapport                    |         |                          | Stade Santiago-Bernabéu, Madrid Spectateurs : 64 721 Diffuseur : BeIN Sports 1 Arbitrage : Jesús Gil Manzano | Stade Santiago-Bernabéu, Madrid Spectateurs : 64 721 Diffuseur : BeIN Sports 1 Arbitrage : Jesús Gil Manzano |

| 24e journée            | Real Betis | 0 − 0   | Real Madrid | | |
| 5 mars 2023 21h00 CEST |            | (0 − 0) |             | Stade Benito-Villamarín, Séville Spectateurs : 52 212 Diffuseur : BeIN Sports 1 Arbitrage : César Soto Grado | Stade Benito-Villamarín, Séville Spectateurs : 52 212 Diffuseur : BeIN Sports 1 Arbitrage : César Soto Grado |
| 5 mars 2023 21h00 CEST | Rapport    |         |             | Stade Benito-Villamarín, Séville Spectateurs : 52 212 Diffuseur : BeIN Sports 1 Arbitrage : César Soto Grado | Stade Benito-Villamarín, Séville Spectateurs : 52 212 Diffuseur : BeIN Sports 1 Arbitrage : César Soto Grado |

| 25e journée             | Real Madrid                                                                     | 3 − 1   | RCD Espanyol            | | |
| 11 mars 2023 14h00 CEST | (Kroos ) Vinícius 22e · (Tchouaméni ) Éder Militão 39e · (Nacho ) Asensio 90+3e | (2 − 1) | 8e Joselu (R. Sánchez ) | Stade Santiago-Bernabéu, Madrid Spectateurs : 59 872 Diffuseur : BeIN Sports 1 Arbitrage : Jorge Figueroa Vázquez | Stade Santiago-Bernabéu, Madrid Spectateurs : 59 872 Diffuseur : BeIN Sports 1 Arbitrage : Jorge Figueroa Vázquez |
| 11 mars 2023 14h00 CEST | Rapport                                                                         |         |                         | Stade Santiago-Bernabéu, Madrid Spectateurs : 59 872 Diffuseur : BeIN Sports 1 Arbitrage : Jorge Figueroa Vázquez | Stade Santiago-Bernabéu, Madrid Spectateurs : 59 872 Diffuseur : BeIN Sports 1 Arbitrage : Jorge Figueroa Vázquez |

| 26e journée             | FC Barcelone                              | 2 − 1   | Real Madrid     | | |
| 19 mars 2023 21h00 CEST | S. Roberto 45e · (A. Baldé ) Kessié 90+2e | (1 − 1) | 9e (csc) Araújo | Camp Nou, Barcelone Spectateurs : 95 745 Diffuseur : BeIN Sports 1 Arbitrage : Ricardo De Burgos Bengoetxea | Camp Nou, Barcelone Spectateurs : 95 745 Diffuseur : BeIN Sports 1 Arbitrage : Ricardo De Burgos Bengoetxea |
| 19 mars 2023 21h00 CEST | Rapport                                   |         |                 | Camp Nou, Barcelone Spectateurs : 95 745 Diffuseur : BeIN Sports 1 Arbitrage : Ricardo De Burgos Bengoetxea | Camp Nou, Barcelone Spectateurs : 95 745 Diffuseur : BeIN Sports 1 Arbitrage : Ricardo De Burgos Bengoetxea |

| 27e journée             | Real Madrid | 6 − 0   | Real Valladolid | | |
| 2 avril 2023 16h15 CEST | (Asensio ) Rodrygo 22e · (Vinícius ) Benzema 29e · (Vinícius ) Benzema 32e · (Rodrygo ) Benzema 36e · (Rodrygo ) Asensio 73e · (Hazard ) L. Vázquez 90+1e | (4 − 0) |                 | Stade Santiago-Bernabéu, Madrid Spectateurs : 59 400 Diffuseur : BeIN Sports 1 Arbitrage : Juan Luis Pulido Santana | Stade Santiago-Bernabéu, Madrid Spectateurs : 59 400 Diffuseur : BeIN Sports 1 Arbitrage : Juan Luis Pulido Santana |
| 2 avril 2023 16h15 CEST | Rapport |         |                 | Stade Santiago-Bernabéu, Madrid Spectateurs : 59 400 Diffuseur : BeIN Sports 1 Arbitrage : Juan Luis Pulido Santana | Stade Santiago-Bernabéu, Madrid Spectateurs : 59 400 Diffuseur : BeIN Sports 1 Arbitrage : Juan Luis Pulido Santana |

| 28e journée             | Real Madrid                                     | 2 − 3   | Villarreal CF                                                    | | |
| 8 avril 2023 21h00 CEST | Pau Torres 16e (csc) · (Ceballos ) Vinícius 48e | (1 − 1) | 39e Chukwueze (Lo Celso ) · 70e Morales · 80e Chukwueze (Baena ) | Stade Santiago-Bernabéu, Madrid Spectateurs : 57 993 Diffuseur : BeIN Sports 1 Arbitrage : Javier Alberola Rojas | Stade Santiago-Bernabéu, Madrid Spectateurs : 57 993 Diffuseur : BeIN Sports 1 Arbitrage : Javier Alberola Rojas |
| 8 avril 2023 21h00 CEST | Rapport                                         |         |                                                                  | Stade Santiago-Bernabéu, Madrid Spectateurs : 57 993 Diffuseur : BeIN Sports 1 Arbitrage : Javier Alberola Rojas | Stade Santiago-Bernabéu, Madrid Spectateurs : 57 993 Diffuseur : BeIN Sports 1 Arbitrage : Javier Alberola Rojas |

| 29e journée              | Cádiz CF | 0 − 2   | Real Madrid                                       | | |
| 15 avril 2023 21h00 CEST |          | (0 − 0) | 72e Nacho (Tchouaméni ) · 76e Asensio (Valverde ) | Nuevo Mirandilla, Cadix Spectateurs : 19 856 Diffuseur : BeIN Sports 1 Arbitrage : Jesús Gil Manzano | Nuevo Mirandilla, Cadix Spectateurs : 19 856 Diffuseur : BeIN Sports 1 Arbitrage : Jesús Gil Manzano |
| 15 avril 2023 21h00 CEST | Rapport  |         |                                                   | Nuevo Mirandilla, Cadix Spectateurs : 19 856 Diffuseur : BeIN Sports 1 Arbitrage : Jesús Gil Manzano | Nuevo Mirandilla, Cadix Spectateurs : 19 856 Diffuseur : BeIN Sports 1 Arbitrage : Jesús Gil Manzano |

| 30e journée              | Real Madrid                                      | 2 − 0   | Celta de Vigo | | |
| 22 avril 2023 21h00 CEST | (Vinícius ) Asensio 42e · (Asensio ) Militão 48e | (1 − 0) |               | Stade Santiago-Bernabéu, Madrid Spectateurs : 60 677 Diffuseur : BeIN Sports 1 Arbitrage : Mateu Lahoz | Stade Santiago-Bernabéu, Madrid Spectateurs : 60 677 Diffuseur : BeIN Sports 1 Arbitrage : Mateu Lahoz |
| 22 avril 2023 21h00 CEST | Rapport                                          |         |               | Stade Santiago-Bernabéu, Madrid Spectateurs : 60 677 Diffuseur : BeIN Sports 1 Arbitrage : Mateu Lahoz | Stade Santiago-Bernabéu, Madrid Spectateurs : 60 677 Diffuseur : BeIN Sports 1 Arbitrage : Mateu Lahoz |

| 31e journée              | Girona FC                                                                                               | 4 − 2   | Real Madrid                                             | | |
| 25 avril 2023 19h30 CEST | (Gutiérrez ) Castellanos 12e · (Martínez ) Castellanos 24e · (Couto ) Castellanos 46e · Castellanos 62e | (2 − 1) | 34e Vinícius (Asensio ) · 85e Lucas Vázquez (Vinícius ) | Stade municipal de Montilivi, Gérone Spectateurs : 13 226 Diffuseur : BeIN Sports 1 Arbitrage : Javier Iglesias Villanueva | Stade municipal de Montilivi, Gérone Spectateurs : 13 226 Diffuseur : BeIN Sports 1 Arbitrage : Javier Iglesias Villanueva |
| 25 avril 2023 19h30 CEST | Rapport                                                                                                 |         |                                                         | Stade municipal de Montilivi, Gérone Spectateurs : 13 226 Diffuseur : BeIN Sports 1 Arbitrage : Javier Iglesias Villanueva | Stade municipal de Montilivi, Gérone Spectateurs : 13 226 Diffuseur : BeIN Sports 1 Arbitrage : Javier Iglesias Villanueva |

| 32e journée              | Real Madrid                                                                                    | 4 − 2   | UD Almería                                           | | |
| 29 avril 2023 18h30 CEST | (Vinícius ) Benzema 5e · (Rodrygo ) Benzema 17e · Benzema 42e (pen.) · (Ceballos ) Rodrygo 47e | (3 − 1) | 45+1e Lázaro (Ramazani ) · 61e Robertone (Portillo ) | Stade Santiago-Bernabéu, Madrid Spectateurs : 58 036 Diffuseur : BeIN Sports 1 Arbitrage : Guillermo Cuadra Fernández | Stade Santiago-Bernabéu, Madrid Spectateurs : 58 036 Diffuseur : BeIN Sports 1 Arbitrage : Guillermo Cuadra Fernández |
| 29 avril 2023 18h30 CEST | Rapport                                                                                        |         |                                                      | Stade Santiago-Bernabéu, Madrid Spectateurs : 58 036 Diffuseur : BeIN Sports 1 Arbitrage : Guillermo Cuadra Fernández | Stade Santiago-Bernabéu, Madrid Spectateurs : 58 036 Diffuseur : BeIN Sports 1 Arbitrage : Guillermo Cuadra Fernández |

| 33e journée           | Real Sociedad                       | 2 − 0   | Real Madrid | | |
| 2 mai 2023 22h00 CEST | Kubo 47e · (Silva ) Barrenetxea 85e | (0 − 0) |             | Reale Arena, Saint-Sébastien Spectateurs : 35 314 Diffuseur : BeIN Sports 1 Arbitrage : Juan Luis Pulido Santana | Reale Arena, Saint-Sébastien Spectateurs : 35 314 Diffuseur : BeIN Sports 1 Arbitrage : Juan Luis Pulido Santana |
| 2 mai 2023 22h00 CEST | Rapport                             |         |             | Reale Arena, Saint-Sébastien Spectateurs : 35 314 Diffuseur : BeIN Sports 1 Arbitrage : Juan Luis Pulido Santana | Reale Arena, Saint-Sébastien Spectateurs : 35 314 Diffuseur : BeIN Sports 1 Arbitrage : Juan Luis Pulido Santana |

| 34e journée            | Real Madrid                  | 1 − 0   | Getafe CF | | |
| 13 mai 2023 21h00 CEST | (Lucas Vázquez ) Asensio 70e | (0 − 0) |           | Stade Santiago-Bernabéu, Madrid Spectateurs : 52 201 Diffuseur : BeIN Sports 1 Arbitrage : Juan Martínez Munuera | Stade Santiago-Bernabéu, Madrid Spectateurs : 52 201 Diffuseur : BeIN Sports 1 Arbitrage : Juan Martínez Munuera |
| 13 mai 2023 21h00 CEST | Rapport                      |         |           | Stade Santiago-Bernabéu, Madrid Spectateurs : 52 201 Diffuseur : BeIN Sports 1 Arbitrage : Juan Martínez Munuera | Stade Santiago-Bernabéu, Madrid Spectateurs : 52 201 Diffuseur : BeIN Sports 1 Arbitrage : Juan Martínez Munuera |

| 35e journée            | Valence CF | 1 − 0   | Real Madrid | | |
| 21 mai 2023 18h30 CEST | López 33e  | (1 − 0) |             | Stade de Mestalla, Valence Spectateurs : 46 002 Diffuseur : BeIN Sports 1 Arbitrage : De Burgos Bengoetxea | Stade de Mestalla, Valence Spectateurs : 46 002 Diffuseur : BeIN Sports 1 Arbitrage : De Burgos Bengoetxea |
| 21 mai 2023 18h30 CEST | Rapport    |         |             | Stade de Mestalla, Valence Spectateurs : 46 002 Diffuseur : BeIN Sports 1 Arbitrage : De Burgos Bengoetxea | Stade de Mestalla, Valence Spectateurs : 46 002 Diffuseur : BeIN Sports 1 Arbitrage : De Burgos Bengoetxea |

| 36e journée            | Real Madrid                                       | 2 − 1   | Rayo Vallecano                 | | |
| 24 mai 2023 19h30 CEST | (Valverde ) Benzema 31e · (Ceballos ) Rodrygo 89e | (1 − 0) | 84e Raúl de Tomás (Chavarría ) | Stade Santiago-Bernabéu, Madrid Spectateurs : 45 811 Diffuseur : BeIN Sports 1 Arbitrage : Jesús Gil Manzano | Stade Santiago-Bernabéu, Madrid Spectateurs : 45 811 Diffuseur : BeIN Sports 1 Arbitrage : Jesús Gil Manzano |
| 24 mai 2023 19h30 CEST | Rapport                                           |         |                                | Stade Santiago-Bernabéu, Madrid Spectateurs : 45 811 Diffuseur : BeIN Sports 1 Arbitrage : Jesús Gil Manzano | Stade Santiago-Bernabéu, Madrid Spectateurs : 45 811 Diffuseur : BeIN Sports 1 Arbitrage : Jesús Gil Manzano |

| 37e journée            | Séville FC  | 1 − 2   | Real Madrid                              | | |
| 27 mai 2023 19h00 CEST | Rafa Mir 3e | (1 − 1) | 29e (cf.) Rodrygo · 69e Rodrygo (Kroos ) | Stade Ramón Sánchez Pizjuán, Séville Spectateurs : 29 856 Diffuseur : BeIN Sports 1 Arbitrage : César Soto Grado | Stade Ramón Sánchez Pizjuán, Séville Spectateurs : 29 856 Diffuseur : BeIN Sports 1 Arbitrage : César Soto Grado |
| 27 mai 2023 19h00 CEST | Rapport     |         |                                          | Stade Ramón Sánchez Pizjuán, Séville Spectateurs : 29 856 Diffuseur : BeIN Sports 1 Arbitrage : César Soto Grado | Stade Ramón Sánchez Pizjuán, Séville Spectateurs : 29 856 Diffuseur : BeIN Sports 1 Arbitrage : César Soto Grado |

| 38e journée            | Real Madrid        | 1 − 1   | Athletic Bilbao | | |
| 4 juin 2023 18h30 CEST | Benzema 72e (pen.) | (0 − 0) | 49e Sancet      | Stade Santiago-Bernabéu, Madrid Spectateurs : 60 781 Diffuseur : BeIN Sports 1 Arbitrage : Isidro Díaz de Mera Escuderos | Stade Santiago-Bernabéu, Madrid Spectateurs : 60 781 Diffuseur : BeIN Sports 1 Arbitrage : Isidro Díaz de Mera Escuderos |
| 4 juin 2023 18h30 CEST | Rapport            |         |                 | Stade Santiago-Bernabéu, Madrid Spectateurs : 60 781 Diffuseur : BeIN Sports 1 Arbitrage : Isidro Díaz de Mera Escuderos | Stade Santiago-Bernabéu, Madrid Spectateurs : 60 781 Diffuseur : BeIN Sports 1 Arbitrage : Isidro Díaz de Mera Escuderos |

#### Évolution du classement par journée
| Journée     | 1 | 2 | 3 | 4  | 5  | 6  | 7 | 8 | 9  | 10 | 11 | 12 | 13 | 14 | 15 | 16 | 17 | 18 | 19 | 20 | 21 | 22 | 23 | 24 | 25 | 26  | 27  | 28  | 29  | 30  | 31  | 32  | 33  | 34  | 35  | 36  | 37  | 38  | Journées en tête | Journées relégable |
| ----------- | - | - | - | -- | -- | -- | - | - | -- | -- | -- | -- | -- | -- | -- | -- | -- | -- | -- | -- | -- | -- | -- | -- | -- | --- | --- | --- | --- | --- | --- | --- | --- | --- | --- | --- | --- | --- | ---------------- | ------------------ |
| Rang        | 4 | 2 | 1 | 1  | 1  | 1  | 2 | 2 | 1  | 1  | 1  | 1  | 2  | 2  | 2  | 2  | 2  | 2  | 2  | 2  | 2  | 2  | 2  | 2  | 2  | 2   | 2   | 2   | 2   | 2   | 2   | 2   | 3   | 2   | 3   | 2   | 2   | 2   | 8                | 0                  |
| Résultat    | V | V | V | V  | V  | V  | N | V | V  | V  | V  | N  | D  | V  | V  | D  | V  | V  | N  | D  | V  | V  | N  | N  | V  | D   | V   | D   | V   | V   | D   | V   | D   | V   | D   | V   | V   | N   | —                | —                  |
| Écart (pts) | 0 | 0 | 0 | +2 | +2 | +2 | 0 | 0 | +3 | +3 | +3 | +1 | -2 | -2 | 0  | -3 | -3 | -3 | -5 | -8 | -8 | -8 | -7 | -9 | -9 | -12 | -12 | -13 | -11 | -11 | -11 | -11 | -14 | -14 | -14 | -11 | -11 | -10 | —                | —                  |

### Coupe du Roi
| Seizième de finale        | CP Cacereño | 0 - 1   | Real Madrid                            |                                                                                              |                                                                                              |
| 3 janvier 2023 21h00 CEST |             | (0 - 0) | 37e Rodrygo ( Ceballos)                | Estadio Príncipe Felipe, Cáceres Spectateurs : 15 000 Arbitrage : Guillermo Cuadra Fernández | Estadio Príncipe Felipe, Cáceres Spectateurs : 15 000 Arbitrage : Guillermo Cuadra Fernández |
| 3 janvier 2023 21h00 CEST |             | Rapport | 27e Tchouaméni · 88e Eduardo Camavinga | Estadio Príncipe Felipe, Cáceres Spectateurs : 15 000 Arbitrage : Guillermo Cuadra Fernández | Estadio Príncipe Felipe, Cáceres Spectateurs : 15 000 Arbitrage : Guillermo Cuadra Fernández |

| Huitième de finale         | Villarreal                                                                 | 2 - 3   | Real Madrid                                                           |                                                                                      |                                                                                      |
| 19 janvier 2023 21h00 CEST | ( G. Moreno) Capoue 4e · ( G. Moreno) Chukwueze 42e                        | (2 - 0) | 57e Vinícius ( Ceballos) · 69e Éder Militão · 86e Ceballos ( Asensio) | Estadio de la Cerámica, Vila-real Spectateurs : 20 124 Arbitrage : Jesús Gil Manzano | Estadio de la Cerámica, Vila-real Spectateurs : 20 124 Arbitrage : Jesús Gil Manzano |
| 19 janvier 2023 21h00 CEST | Capoue 8e · Pepe Reina 80e · Álex Baena 85e · P. Torres 88e · Parejo 90+5e | Rapport | 36e Camavinga · 72e Valverde · 90e Vinícius · 90+3e Rüdiger           | Estadio de la Cerámica, Vila-real Spectateurs : 20 124 Arbitrage : Jesús Gil Manzano | Estadio de la Cerámica, Vila-real Spectateurs : 20 124 Arbitrage : Jesús Gil Manzano |

| Quart de finale            | Real Madrid                                                                    | 3 - 1 ap              | Atlético de Madrid                                                      |                                                                                   |                                                                                   |
| 26 janvier 2023 21h00 CEST | ( Modric) Rodrygo 79e · ( Vinícius) Benzema 104e · ( Ceballos) Vinícius 120+1e | (0 - 1, 1 - 1, 2 - 1) | 19e Morata ( N. Molina)                                                 | Stade Santiago Bernabéu, Madrid Spectateurs : 68 000 Arbitrage : César Soto Grado | Stade Santiago Bernabéu, Madrid Spectateurs : 68 000 Arbitrage : César Soto Grado |
| 26 janvier 2023 21h00 CEST | Ceballos 69e · Vinícius 97e                                                    | Rapport               | 44e De Paul · 54e Reinildo · 62e Hermoso · 96e, 99e Savić · 105+2e Koke | Stade Santiago Bernabéu, Madrid Spectateurs : 68 000 Arbitrage : César Soto Grado | Stade Santiago Bernabéu, Madrid Spectateurs : 68 000 Arbitrage : César Soto Grado |

| Demi-finale - Aller    | Real Madrid                                         | 0 - 1   | FC Barcelone                         |                                                                                            |                                                                                            |
| 2 mars 2023 21h00 CEST |                                                     | (0 - 1) | 26e (csc) Éder Militão               | Stade Santiago Bernabéu, Madrid Spectateurs : 63 000 Arbitrage : José Luis Munuera Montero | Stade Santiago Bernabéu, Madrid Spectateurs : 63 000 Arbitrage : José Luis Munuera Montero |
| 2 mars 2023 21h00 CEST | Vinícius Jr 24e · Nacho 55e · Federico Valverde 73e | Rapport | 45e Raphinha · 51e Gavi · 66e Kessié | Stade Santiago Bernabéu, Madrid Spectateurs : 63 000 Arbitrage : José Luis Munuera Montero | Stade Santiago Bernabéu, Madrid Spectateurs : 63 000 Arbitrage : José Luis Munuera Montero |

| Demi-finale - Retour    | FC Barcelone                                                                                         | 0 - 4   | Real Madrid                                                                                            |                                                                            |                                                                            |
| 5 avril 2023 21h00 CEST | | (0 - 1) | 45+1e Vinícius Jr ( Benzema) · 50e Benzema ( Modric) · 58e (pen.) Benzema · 80e Benzema ( Vinícius Jr) | Camp Nou, Barcelone Spectateurs : 94 902 Arbitrage : Juan Martínez Munuera | Camp Nou, Barcelone Spectateurs : 94 902 Arbitrage : Juan Martínez Munuera |
| 5 avril 2023 21h00 CEST | S. Roberto 10e · Gavi 26e · Eric García 67e · F. Torres 76e · Araújo 84e · A. Baldé 86e · Fati 90+1e | Rapport | 26e Vinícius Jr · 71e Carvajal · 86e Alaba · 88e Éder Militão                                          | Camp Nou, Barcelone Spectateurs : 94 902 Arbitrage : Juan Martínez Munuera | Camp Nou, Barcelone Spectateurs : 94 902 Arbitrage : Juan Martínez Munuera |

| Finale                | Real Madrid                                                                       | 2 - 1   | CA Osasuna                                |                                                                                           |                                                                                           |
| 6 mai 2023 22h00 CEST | ( Vinícius Júnior) Rodrygo 2e · Rodrygo 70e                                       | (1 - 0) | 58e Torró                                 | Stade de la Cartuja, Séville Spectateurs : 55 579 Arbitrage : José María Sánchez Martínez | Stade de la Cartuja, Séville Spectateurs : 55 579 Arbitrage : José María Sánchez Martínez |
| 6 mai 2023 22h00 CEST | Militão 41e · Vinícius Júnior 45e · Camavinga 75e · Valverde 90e · Courtois 90+4e | Rapport | 21e Moncayola · 37e García · 90+4e Ibañez | Stade de la Cartuja, Séville Spectateurs : 55 579 Arbitrage : José María Sánchez Martínez | Stade de la Cartuja, Séville Spectateurs : 55 579 Arbitrage : José María Sánchez Martínez |

Le 6 mai 2023 le Real Madrid remporte la Coupe du Roi face a Osasuna.
| Copa del Rey Vainqueur 2022-2023 |
| -------------------------------- |
| Real Madrid 20e Titre            |

### Supercoupe d'Espagne
| Demi-finales            | Real Madrid                        | 1 − 1 ap 5 - 4 t. a. b. | Valence CF                                  | | |
| 11 janvier 2023 (UTC+3) | Benzema 39e (pen.)                 | (1 − 0)                 | 46e Lino (Lato )                            | Stade Roi-Abdallah, Djeddah Spectateurs : 50 492 Diffuseur : L'Équipe Arbitrage : Alejandro José Hernández Hernández | Stade Roi-Abdallah, Djeddah Spectateurs : 50 492 Diffuseur : L'Équipe Arbitrage : Alejandro José Hernández Hernández |
| 11 janvier 2023 (UTC+3) | Rapport                            |                         |                                             | Stade Roi-Abdallah, Djeddah Spectateurs : 50 492 Diffuseur : L'Équipe Arbitrage : Alejandro José Hernández Hernández | Stade Roi-Abdallah, Djeddah Spectateurs : 50 492 Diffuseur : L'Équipe Arbitrage : Alejandro José Hernández Hernández |
| 11 janvier 2023 (UTC+3) | Benzema · Modrić · Kroos · Asensio | Tirs au but 5 - 4       | Cavani · Cömert · Moriba · Guillamón · Gayà | Stade Roi-Abdallah, Djeddah Spectateurs : 50 492 Diffuseur : L'Équipe Arbitrage : Alejandro José Hernández Hernández | Stade Roi-Abdallah, Djeddah Spectateurs : 50 492 Diffuseur : L'Équipe Arbitrage : Alejandro José Hernández Hernández |

| Finale                  | Real Madrid   | 1 − 3   | FC Barcelone                                                          | | |
| 15 janvier 2023 (UTC+3) | Benzema 90+3e | (0 - 2) | 33e Gavi (Lewandowski ) · 45e Lewandowski (Gavi ) · 69e Pedri (Gavi ) | Stade international du Roi-Fahd, Riyad Spectateurs : 57 340 Diffuseur : L'Équipe (France) Arbitrage : Ricardo de Burgos Bengoetxea | Stade international du Roi-Fahd, Riyad Spectateurs : 57 340 Diffuseur : L'Équipe (France) Arbitrage : Ricardo de Burgos Bengoetxea |
| 15 janvier 2023 (UTC+3) | Rapport       |         |                                                                       | Stade international du Roi-Fahd, Riyad Spectateurs : 57 340 Diffuseur : L'Équipe (France) Arbitrage : Ricardo de Burgos Bengoetxea | Stade international du Roi-Fahd, Riyad Spectateurs : 57 340 Diffuseur : L'Équipe (France) Arbitrage : Ricardo de Burgos Bengoetxea |

### Coupe du monde des clubs de la FIFA
| Demi-finale              | Al Ahly SC         | 1 - 4   | Real Madrid                                                             |                                                                                         |                                                                                         |
| 7 février 2023 20h00 CET | Maaloul 65e (pen.) | (0 - 1) | 42e Vinícius · 46e Valverde · 90+2e Rodrygo ( Ceballos) · 90+8e Arribas | Complexe sportif Moulay-Abdallah, Rabat Spectateurs : 43 508 Arbitrage : Andrés Matonte | Complexe sportif Moulay-Abdallah, Rabat Spectateurs : 43 508 Arbitrage : Andrés Matonte |
| 7 février 2023 20h00 CET | Abdelmonem 85e     | Rapport | 85e Tchouaméni                                                          | Complexe sportif Moulay-Abdallah, Rabat Spectateurs : 43 508 Arbitrage : Andrés Matonte | Complexe sportif Moulay-Abdallah, Rabat Spectateurs : 43 508 Arbitrage : Andrés Matonte |

| Finale                    | Real Madrid                                                                                                 | 5 - 3   | Al-Hilal FC                                                   |                                                                                         |                                                                                         |
| 11 février 2023 20h00 CET | ( Benzema) Vinícius 13e · ( Ceballos) Vinícius 69e · ( Carvajal) Valverde 18e 58e · ( Vinícius) Benzema 54e | (2 - 1) | 26e Marega ( Kanno) · 63e 79e Vietto ( Abdulhamid) ( Michael) | Complexe sportif Moulay-Abdallah, Rabat Spectateurs : 44 439 Arbitrage : Anthony Taylor | Complexe sportif Moulay-Abdallah, Rabat Spectateurs : 44 439 Arbitrage : Anthony Taylor |
| 11 février 2023 20h00 CET | Rapport |         |                                                               | Complexe sportif Moulay-Abdallah, Rabat Spectateurs : 44 439 Arbitrage : Anthony Taylor | Complexe sportif Moulay-Abdallah, Rabat Spectateurs : 44 439 Arbitrage : Anthony Taylor |

Le 11 février 2023 le Real Madrid remporte la Coupe du monde des clubs de la FIFA face à Al-Hilal FC.
| Coupe du monde des clubs Vainqueur 2022 |
| --------------------------------------- |
| Real Madrid 5e Titre                    |

### Ligue des champions

#### Phase de groupes
Le tirage au sort de la phase de groupes a eu lieu le 25 août 2022 à Istanbul.
Le Real Madrid a été placé dans le groupe F en compagnie de RB Leipzig, du Chakhtar Donetsk et du Celtic FC.
Légende des classements
- Qualifié pour les huitièmes de finale
- Repêché pour les barrages de la phase à élimination directe de la Ligue Europa

Légende des résultats
- Victoire à domicile
- Match nul
- Victoire à l'extérieur

| Rang | Équipe           | Pts | J | G | N | P | Bp | Bc | Diff |  | Résultats (▼ dom., ► ext.) |     |     |     |     |
| ---- | ---------------- | --- | - | - | - | - | -- | -- | ---- |  | -------------------------- | --- | --- | --- | --- |
| 1    | Real Madrid      | 13  | 6 | 4 | 1 | 1 | 15 | 6  | +9   |  | Real Madrid                |     | 2-0 | 2-1 | 5-1 |
| 2    | RB Leipzig       | 12  | 6 | 4 | 0 | 2 | 13 | 9  | +4   |  | RB Leipzig                 | 3-2 |     | 1-4 | 3-1 |
| 3    | Chakhtar Donetsk | 6   | 6 | 1 | 3 | 2 | 8  | 10 | -2   |  | Chakhtar Donetsk           | 1-1 | 0-4 |     | 1-1 |
| 4    | Celtic FC        | 2   | 6 | 0 | 2 | 4 | 4  | 15 | -11  |  | Celtic FC                  | 0-3 | 0-2 | 1-1 |     |

| 1re journée                 | Celtic FC | 0 - 3   | Real Madrid                                                              |                                                                                                 |                                                                                                 |
| 6 septembre 2022 21h00 CEST |           | (0 - 0) | 56e Vinícius ( Valverde) · 60e Modrić ( Hazard) · 77e Hazard ( Carvajal) | Celtic Park, Glasgow Spectateurs : 57 057 Arbitrage : Sandro Schärer Arbitre vidéo : Fedayi San | Celtic Park, Glasgow Spectateurs : 57 057 Arbitrage : Sandro Schärer Arbitre vidéo : Fedayi San |
| 6 septembre 2022 21h00 CEST | Maeda 64e | Rapport |                                                                          | Celtic Park, Glasgow Spectateurs : 57 057 Arbitrage : Sandro Schärer Arbitre vidéo : Fedayi San | Celtic Park, Glasgow Spectateurs : 57 057 Arbitrage : Sandro Schärer Arbitre vidéo : Fedayi San |

| 2e journée                   | Real Madrid                                      | 2 - 0   | RB Leipzig                                | | |
| 14 septembre 2022 21h00 CEST | ( Vinícius) Valverde 80e · ( Kroos)Asensio 90+1e | (0 - 0) |                                           | Stade Santiago-Bernabéu, Madrid Spectateurs : 54 289 Arbitrage : Maurizio Mariani Arbitre vidéo : Massimiliano Irrati | Stade Santiago-Bernabéu, Madrid Spectateurs : 54 289 Arbitrage : Maurizio Mariani Arbitre vidéo : Massimiliano Irrati |
| 14 septembre 2022 21h00 CEST | Carvajal 84e                                     | Rapport | 73e Haidara · 82e Nkunku · 90+1e Schlager | Stade Santiago-Bernabéu, Madrid Spectateurs : 54 289 Arbitrage : Maurizio Mariani Arbitre vidéo : Massimiliano Irrati | Stade Santiago-Bernabéu, Madrid Spectateurs : 54 289 Arbitrage : Maurizio Mariani Arbitre vidéo : Massimiliano Irrati |

| 3e journée                | Real Madrid                           | 2 - 1   | Chakhtar Donetsk             | | |
| 5 octobre 2022 21h00 CEST | Rodrygo 13e · ( Rodrygo) Vinícius 28e | (2 - 1) | 39e Zubkov ( Mykhaylychenko) | Stade Santiago-Bernabéu, Madrid Spectateurs : 56 011 Arbitrage : Ivan Kružliak Arbitre vidéo : Massimiliano Irrati | Stade Santiago-Bernabéu, Madrid Spectateurs : 56 011 Arbitrage : Ivan Kružliak Arbitre vidéo : Massimiliano Irrati |
| 5 octobre 2022 21h00 CEST |                                       | Rapport | 55e Bondar · 90+2e Mudryk    | Stade Santiago-Bernabéu, Madrid Spectateurs : 56 011 Arbitrage : Ivan Kružliak Arbitre vidéo : Massimiliano Irrati | Stade Santiago-Bernabéu, Madrid Spectateurs : 56 011 Arbitrage : Ivan Kružliak Arbitre vidéo : Massimiliano Irrati |

| 4e journée                 | Chakhtar Donetsk              | 1 - 1   | Real Madrid            | | |
| 11 octobre 2022 21h00 CEST | ( Mykhaylychenko) Zubkov 46e  | (0 - 0) | 90+5e Rüdiger ( Kroos) | Stade du maréchal Józef Piłsudski, Varsovie ( Pologne)[réf. nécessaire] Spectateurs : 29 030 Arbitrage : Orel Grinfeld Arbitre vidéo : Marco Di Bello | Stade du maréchal Józef Piłsudski, Varsovie ( Pologne)[réf. nécessaire] Spectateurs : 29 030 Arbitrage : Orel Grinfeld Arbitre vidéo : Marco Di Bello |
| 11 octobre 2022 21h00 CEST | Konoplia 16e · Bondarenko 88e | Rapport | 90e Kroos              | Stade du maréchal Józef Piłsudski, Varsovie ( Pologne)[réf. nécessaire] Spectateurs : 29 030 Arbitrage : Orel Grinfeld Arbitre vidéo : Marco Di Bello | Stade du maréchal Józef Piłsudski, Varsovie ( Pologne)[réf. nécessaire] Spectateurs : 29 030 Arbitrage : Orel Grinfeld Arbitre vidéo : Marco Di Bello |

| 5e journée                 | RB Leipzig                                        | 3 - 2   | Real Madrid                                    | | |
| 25 octobre 2022 21h00 CEST | Gvardiol 13e · Nkunku 18e · ( Simakan) Werner 81e | (2 - 1) | 44e Vinícius ( Asensio) · 90+3e (pen.) Rodrygo | Red Bull Arena, Leipzig Spectateurs : 45 228 Arbitrage : Daniele Orsato Arbitre vidéo : Paolo Valeri | Red Bull Arena, Leipzig Spectateurs : 45 228 Arbitrage : Daniele Orsato Arbitre vidéo : Paolo Valeri |
| 25 octobre 2022 21h00 CEST |                                                   | Rapport | 49e Vázquez                                    | Red Bull Arena, Leipzig Spectateurs : 45 228 Arbitrage : Daniele Orsato Arbitre vidéo : Paolo Valeri | Red Bull Arena, Leipzig Spectateurs : 45 228 Arbitrage : Daniele Orsato Arbitre vidéo : Paolo Valeri |

| 6e journée                | Real Madrid | 5 - 1   | Celtic FC                   | | |
| 2 novembre 2022 18h45 CET | Modrić 6e (pen.) · Rodrygo 21e (pen.) · ( Carvajal) Asensio 51e · ( Valverde) Vinícius 61e · ( Vázquez) Valverde 71e | (2 - 0) | 84e Jota                    | Stade Santiago-Bernabéu, Madrid Spectateurs : 52 511 Arbitrage : Stéphanie Frappart Arbitre vidéo : Benoît Millot | Stade Santiago-Bernabéu, Madrid Spectateurs : 52 511 Arbitrage : Stéphanie Frappart Arbitre vidéo : Benoît Millot |
| 2 novembre 2022 18h45 CET | | Rapport | 20e O'Riley · 48e Furuhashi | Stade Santiago-Bernabéu, Madrid Spectateurs : 52 511 Arbitrage : Stéphanie Frappart Arbitre vidéo : Benoît Millot | Stade Santiago-Bernabéu, Madrid Spectateurs : 52 511 Arbitrage : Stéphanie Frappart Arbitre vidéo : Benoît Millot |

#### Phase finale
| Huitième de finale - Aller | Liverpool FC                  | 2 - 5   | Real Madrid                                                                                       | | |
| 21 février 2023 21h00 CET  | ( Salah) Núñez 4e · Salah 14e | (2 - 2) | 21e 36e Vinícius ( Benzema) · 47e Éder Militão ( Modric) · 55e 67e Benzema ( Rodrygo) ( Vinícius) | Anfield, Liverpool Spectateurs : 52 337 Arbitrage : István Kovács Arbitre vidéo : Massimiliano Irrati | Anfield, Liverpool Spectateurs : 52 337 Arbitrage : István Kovács Arbitre vidéo : Massimiliano Irrati |
| 21 février 2023 21h00 CET  | Elliott 90+3e                 | Rapport | 60e Vinícius                                                                                      | Anfield, Liverpool Spectateurs : 52 337 Arbitrage : István Kovács Arbitre vidéo : Massimiliano Irrati | Anfield, Liverpool Spectateurs : 52 337 Arbitrage : István Kovács Arbitre vidéo : Massimiliano Irrati |

| Huitième de finale - Retour | Real Madrid             | 1 - 0   | Liverpool FC   | | |
| 15 mars 2023 21h00 CET      | ( Vinícius) Benzema 79e | (0 - 0) |                | Stade Santiago-Bernabéu, Madrid Spectateurs : 63 127 Arbitrage : Felix Zwayer Arbitre vidéo : Marco Fritz | Stade Santiago-Bernabéu, Madrid Spectateurs : 63 127 Arbitrage : Felix Zwayer Arbitre vidéo : Marco Fritz |
| 15 mars 2023 21h00 CET      |                         | Rapport | 90+4e Tsimikas | Stade Santiago-Bernabéu, Madrid Spectateurs : 63 127 Arbitrage : Felix Zwayer Arbitre vidéo : Marco Fritz | Stade Santiago-Bernabéu, Madrid Spectateurs : 63 127 Arbitrage : Felix Zwayer Arbitre vidéo : Marco Fritz |

| Quart de finale - Aller | Real Madrid                                       | 2 - 0   | Chelsea FC                             | | |
| 12 avril 2023 21h00 CET | ( Vinícius) Benzema 21e · ( Vinícius) Asensio 74e | (2 - 0) |                                        | Stade Santiago-Bernabéu, Madrid Spectateurs : 63 142 Arbitrage : François Letexier Arbitre vidéo : Tomasz Kwiatkowski | Stade Santiago-Bernabéu, Madrid Spectateurs : 63 142 Arbitrage : François Letexier Arbitre vidéo : Tomasz Kwiatkowski |
| 12 avril 2023 21h00 CET | Camavinga 7e · Militão 83e · Carvajal 87e         | Rapport | 5e Fofana · 59e Chilwell · 87e Kovacic | Stade Santiago-Bernabéu, Madrid Spectateurs : 63 142 Arbitrage : François Letexier Arbitre vidéo : Tomasz Kwiatkowski | Stade Santiago-Bernabéu, Madrid Spectateurs : 63 142 Arbitrage : François Letexier Arbitre vidéo : Tomasz Kwiatkowski |

| Quart de finale - Retour | Chelsea FC                                   | 0 - 2   | Real Madrid                                       | | |
| 18 avril 2023 21h00 CET  |                                              | (0 - 0) | 58e Rodrygo ( Vinícius) · 80e Rodrygo ( Valverde) | Stamford Bridge, Londres Spectateurs : 39 453 Arbitrage : Daniele Orsato Arbitre vidéo : Massimiliano Irrati | Stamford Bridge, Londres Spectateurs : 39 453 Arbitrage : Daniele Orsato Arbitre vidéo : Massimiliano Irrati |
| 18 avril 2023 21h00 CET  | Cucurella 34e · Reece James 50e · Mudryk 89e | Rapport | 22e Militão                                       | Stamford Bridge, Londres Spectateurs : 39 453 Arbitrage : Daniele Orsato Arbitre vidéo : Massimiliano Irrati | Stamford Bridge, Londres Spectateurs : 39 453 Arbitrage : Daniele Orsato Arbitre vidéo : Massimiliano Irrati |

| Demi-finale - Aller  | Real Madrid                                 | 1 - 1   | Manchester City           | | |
| 9 mai 2023 21h00 CET | ( Camavinga) Vinícius 36e                   | (1 - 0) | 67e De Bruyne ( Gündogan) | Stade Santiago-Bernabéu, Madrid Spectateurs : 63 485 Arbitrage : Artur Soares Dias Arbitre vidéo : Massimiliano Irrati | Stade Santiago-Bernabéu, Madrid Spectateurs : 63 485 Arbitrage : Artur Soares Dias Arbitre vidéo : Massimiliano Irrati |
| 9 mai 2023 21h00 CET | Kroos 45+3e · Ancelotti 68e · Camavinga 79e | Rapport | 71e Gündogan · 86e Silva  | Stade Santiago-Bernabéu, Madrid Spectateurs : 63 485 Arbitrage : Artur Soares Dias Arbitre vidéo : Massimiliano Irrati | Stade Santiago-Bernabéu, Madrid Spectateurs : 63 485 Arbitrage : Artur Soares Dias Arbitre vidéo : Massimiliano Irrati |

| Demi-finale - Retour  | Manchester City                                                                            | 4 - 0   | Real Madrid                  | | |
| 17 mai 2023 21h00 CET | ( De Bruyne) Silva 23e · Silva 37e · ( De Bruyne) Akanji 76e · ( Phil Foden) Álvarez 90+1e | (2 - 0) |                              | Etihad Stadium, Manchester Spectateurs : 53 000 Arbitrage : Szymon Marciniak Arbitre vidéo : Tomasz Kwiatkowski | Etihad Stadium, Manchester Spectateurs : 53 000 Arbitrage : Szymon Marciniak Arbitre vidéo : Tomasz Kwiatkowski |
| 17 mai 2023 21h00 CET | Dias 50e · Gündogan 62e · Grealish 90+1e                                                   | Rapport | 55e Carvajal · 75e Camavinga | Etihad Stadium, Manchester Spectateurs : 53 000 Arbitrage : Szymon Marciniak Arbitre vidéo : Tomasz Kwiatkowski | Etihad Stadium, Manchester Spectateurs : 53 000 Arbitrage : Szymon Marciniak Arbitre vidéo : Tomasz Kwiatkowski |

## Statistiques

### Statistiques collectives
| Compétition              | Débute au tour   | Termine     | Matches joués | Victoires | Nuls | Défaites | Buts pour | Buts contre | Différence |
| ------------------------ | ---------------- | ----------- | ------------- | --------- | ---- | -------- | --------- | ----------- | ---------- |
| La Liga                  | 1ère journée     | Second      | 38            | 24        | 6    | 8        | 75        | 36          | +39        |
| Copa Del Rey             | 16ème de finale  | Vainqueur   | 6             | 5         | 0    | 1        | 13        | 5           | +8         |
| Ligue des champions      | Phase de groupes | Demi-finale | 12            | 8         | 2    | 2        | 26        | 13          | +13        |
| Supercopa de España      | Demi-finale      | Finaliste   | 2             | 0         | 1    | 1        | 2         | 4           | -2         |
| Supercoupe de l'UEFA     | Finale           | Vainqueur   | 1             | 1         | 0    | 0        | 2         | 0           | +2         |
| Coupe du monde des clubs | Demi-finale      | Vainqueur   | 2             | 2         | 0    | 0        | 9         | 4           | +5         |
| Total                    | Total            | Total       | 61            | 40        | 9    | 12       | 127       | 62          | +65        |

### Statistiques individuelles

#### Buteurs (toutes compétitions)
|       | Buteur            | La Liga | Ligue des Champions | Copa Del Rey | Coupe du monde des clubs | Supercoupe de l'UEFA | Supercopa de España | Total | MJ |
| ----- | ----------------- | ------- | ------------------- | ------------ | ------------------------ | -------------------- | ------------------- | ----- | -- |
| 1     | Karim Benzema     | 19      | 4                   | 4            | 1                        | 1                    | 2                   | 31    | 43 |
| 2     | Vinícius Júnior   | 10      | 7                   | 3            | 3                        | 0                    | 0                   | 23    | 55 |
| 3     | Rodrygo           | 9       | 5                   | 4            | 1                        | 0                    | 0                   | 19    | 57 |
| 4     | Marco Asensio     | 9       | 3                   | 0            | 0                        | 0                    | 0                   | 12    | 51 |
| 4     | Federico Valverde | 7       | 2                   | 0            | 3                        | 0                    | 0                   | 12    | 56 |
| 6     | Éder Militão      | 5       | 1                   | 1            | 0                        | 0                    | 0                   | 7     | 51 |
| 7     | Luka Modrić       | 4       | 2                   | 0            | 0                        | 0                    | 0                   | 6     | 52 |
| 8     | Lucas Vázquez     | 4       | 0                   | 0            | 0                        | 0                    | 0                   | 4     | 30 |
| 9     | David Alaba       | 1       | 0                   | 0            | 0                        | 1                    | 0                   | 2     | 39 |
| 9     | Toni Kroos        | 2       | 0                   | 0            | 0                        | 0                    | 0                   | 2     | 52 |
| 9     | Antonio Rüdiger   | 1       | 1                   | 0            | 0                        | 0                    | 0                   | 2     | 53 |
| 12    | Sergio Arribas    | 0       | 0                   | 0            | 1                        | 0                    | 0                   | 1     | 4  |
| 12    | Álvaro Rodríguez  | 1       | 0                   | 0            | 0                        | 0                    | 0                   | 1     | 8  |
| 12    | Eden Hazard       | 0       | 1                   | 0            | 0                        | 0                    | 0                   | 1     | 10 |
| 12    | Nacho             | 1       | 0                   | 0            | 0                        | 0                    | 0                   | 1     | 44 |
| 12    | Dani Ceballos     | 0       | 0                   | 1            | 0                        | 0                    | 0                   | 1     | 46 |
| TOTAL | TOTAL             | 73      | 26                  | 13           | 9                        | 2                    | 2                   | 125   | 61 |

#### Passeurs décisifs (toutes compétitions)
|       | Passeur             | La Liga | Ligue des Champions | Copa Del Rey | Coupe du monde des clubs | Supercoupe de l'UEFA | Supercopa de España | Total | MJ |
| ----- | ------------------- | ------- | ------------------- | ------------ | ------------------------ | -------------------- | ------------------- | ----- | -- |
| 1     | Vinícius Júnior     | 10      | 5                   | 4            | 1                        | 1                    | 0                   | 21    | 55 |
| 2     | Rodrygo             | 9       | 2                   | 0            | 0                        | 0                    | 0                   | 11    | 57 |
| 3     | Dani Ceballos       | 4       | 0                   | 3            | 2                        | 0                    | 0                   | 9     | 46 |
| 4     | Marco Asensio       | 6       | 1                   | 1            | 0                        | 0                    | 0                   | 8     | 51 |
| 5     | Federico Valverde   | 4       | 3                   | 0            | 0                        | 0                    | 0                   | 7     | 56 |
| 6     | Karim Benzema       | 3       | 1                   | 1            | 1                        | 0                    | 0                   | 6     | 43 |
| 6     | Toni Kroos          | 4       | 2                   | 0            | 0                        | 0                    | 0                   | 6     | 52 |
| 6     | Luka Modrić         | 3       | 1                   | 2            | 0                        | 0                    | 0                   | 6     | 52 |
| 9     | Dani Carvajal       | 2       | 2                   | 0            | 1                        | 0                    | 0                   | 5     | 45 |
| 10    | Aurélien Tchouaméni | 4       | 0                   | 0            | 0                        | 0                    | 0                   | 4     | 50 |
| 11    | Lucas Vázquez       | 2       | 1                   | 0            | 0                        | 0                    | 0                   | 3     | 30 |
| 11    | David Alaba         | 3       | 0                   | 0            | 0                        | 0                    | 0                   | 3     | 39 |
| 13    | Eden Hazard         | 1       | 1                   | 0            | 0                        | 0                    | 0                   | 2     | 10 |
| 13    | Eduardo Camavinga   | 1       | 1                   | 0            | 0                        | 0                    | 0                   | 2     | 59 |
| 15    | Álvaro Rodríguez    | 1       | 0                   | 0            | 0                        | 0                    | 0                   | 1     | 8  |
| 15    | Ferland Mendy       | 1       | 0                   | 0            | 0                        | 0                    | 0                   | 1     | 28 |
| 15    | Nacho               | 1       | 0                   | 0            | 0                        | 0                    | 0                   | 1     | 44 |
| 15    | Éder Militão        | 1       | 0                   | 0            | 0                        | 0                    | 0                   | 1     | 51 |
| 15    | Casemiro            | 0       | 0                   | 0            | 0                        | 1                    | 0                   | 1     | 2  |
| TOTAL | TOTAL               | 60      | 20                  | 11           | 5                        | 2                    | 0                   | 98    | 61 |

## Récompenses et distinctions

### Ballon d'or
Le 12 août 2022, six joueurs du Real Madrid ont été nommés au Ballon d'or 2022.
Benzema, Modrić, Courtois, Vinícius Júnior, Casemiro et Rüdiger ont fait partie de la liste des 30 candidats au Ballon d'or, qui est décerné par France Football.
Thibaut Courtois a aussi fait partie de la liste des candidats au trophée Yachine, récompensant le meilleur gardien dans le monde, ainsi que Camavinga, qui était l'un des nommés au trophée Kopa du meilleur jeune.
Le 17 octobre, au Théâtre du Châtelet de Paris, Karim Benzema remporte son premier Ballon d’or, il devient le 8e joueur du Real Madrid à remporter cette distinction.
Élu meilleur gardien de la saison, Thibaut Courtois a été classé 7e au Ballon d'or.